# Младший научный сотрудник (фильм)
«Младший научный сотрудник» — короткометражный художественный фильм по мотивам рассказа Вадима Инфантьева «Высокое давление».

## Сюжет
Телевизионный фильм по рассказу В. Инфантьева «Высокое давление». Фильм повествует о сложных взаимоотношениях между младшим научным сотрудником НИИ Татьяной Колотовой и директором этого НИИ — Георгием Владимировичем Иверцевым.

## В ролях
- Анатолий Ромашин — Георгий Владимирович Иверцев, директор НИИ и профессор (озвучил Игорь Ефимов)
- Елена Смирнова — Татьяна Юрьевна Колотова, младший научный сотрудник НИИ (озвучила Ольга Волкова)
- Юрий Соловьёв — Александр Кураев, сотрудник НИИ
- Игорь Дмитриев — Анатолий Борисович Катин
- Алиса Фрейндлих — исполнение песни за кадром на стихи А. Блока «И вновь — порывы юных лет…»[1]

## Съёмочная группа
- Автор сценария: Валерий Приёмыхов
- Режиссёр: Валерий Родченко
- Оператор: В. Соловьев
- Художник: Римма Наринян
- Композитор: Аркадий Гагулашвили